# George Richmond (cameraman)
George Richmond is een Brits cameraman (director of photography).

## Carrière
George Richmond is de zoon van cameraman Anthony B. Richmond, die vooral bekend is van zijn samenwerkingen met regisseur Nicolas Roeg. Ook zijn broers Jonathan en Gaston Richmond zijn werkzaam als cameramannen.
Hij begon zijn carrière in de jaren 1990 als camerabestuurder en camera-assistent. Zo werkte hij in dienst van zijn vader mee aan onder meer The Sandlot (1993) en Legally Blonde (2001). In 2006 maakte hij ook deel uit van Emmanuel Lubezki's cameracrew voor Children of Men.
In 2008 maakte Richmond met The Hide zijn debuut als director of photography. In de daaropvolgende jaren werkte hij meermaals samen met regisseur Dexter Fletcher. Samen maakten ze de films Wild Bill (2011), Sunshine on Leith (2013), Eddie the Eagle (2016) en Rocketman (2019).

## Filmografie
- The Hide (2008)
- Ghost Machine (2009)
- A Thousand Kisses Deep (2011)
- Wild Bill (2011)
- Blood (2012)
- Sunshine on Leith (2013)
- Kingsman: The Secret Service (2014)
- Eddie the Eagle (2016)
- Unlocked (2017)
- Kingsman: The Golden Circle (2017)
- Tomb Raider (2018)
- Rocketman (2019)
- Fantastic Beasts: The Secrets of Dumbledore (2022)
- Deadpool & Wolverine (2024)